# Horní Lipka
Horní Lipka (německy Oberlipka) je vesnice, část města Králíky v okrese Ústí nad Orlicí. Nachází se asi čtyři kilometry severně od Králíků. Horní Lipka je také název katastrálního území o rozloze 6,7 km².

## Historie
První písemná zmínka o vesnici pochází z roku 1577.
| Rok            | 1869 | 1880 | 1890 | 1900 | 1910 | 1921 | 1930 | 1950 | 1961 | 1970 | 1980 | 1991 | 2001 | 2011 | 2021 |
| -------------- | ---- | ---- | ---- | ---- | ---- | ---- | ---- | ---- | ---- | ---- | ---- | ---- | ---- | ---- | ---- |
| Počet obyvatel | 898  | 906  | 875  | 746  | 745  | 679  | 621  | 260  | 182  | 174  | 151  | 111  | 120  | 103  | 91   |

## Fotogalerie

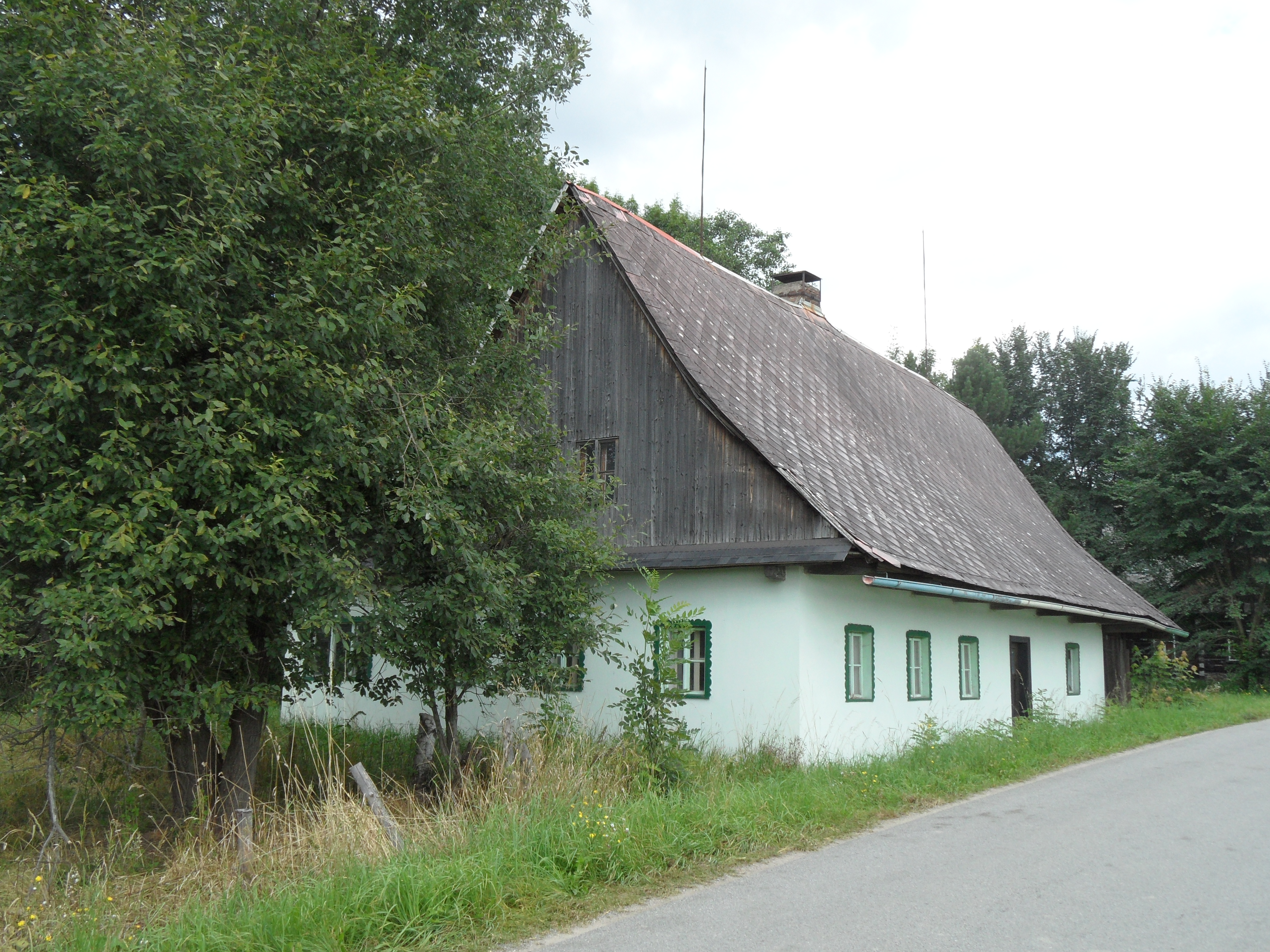
Chalupa u silnice
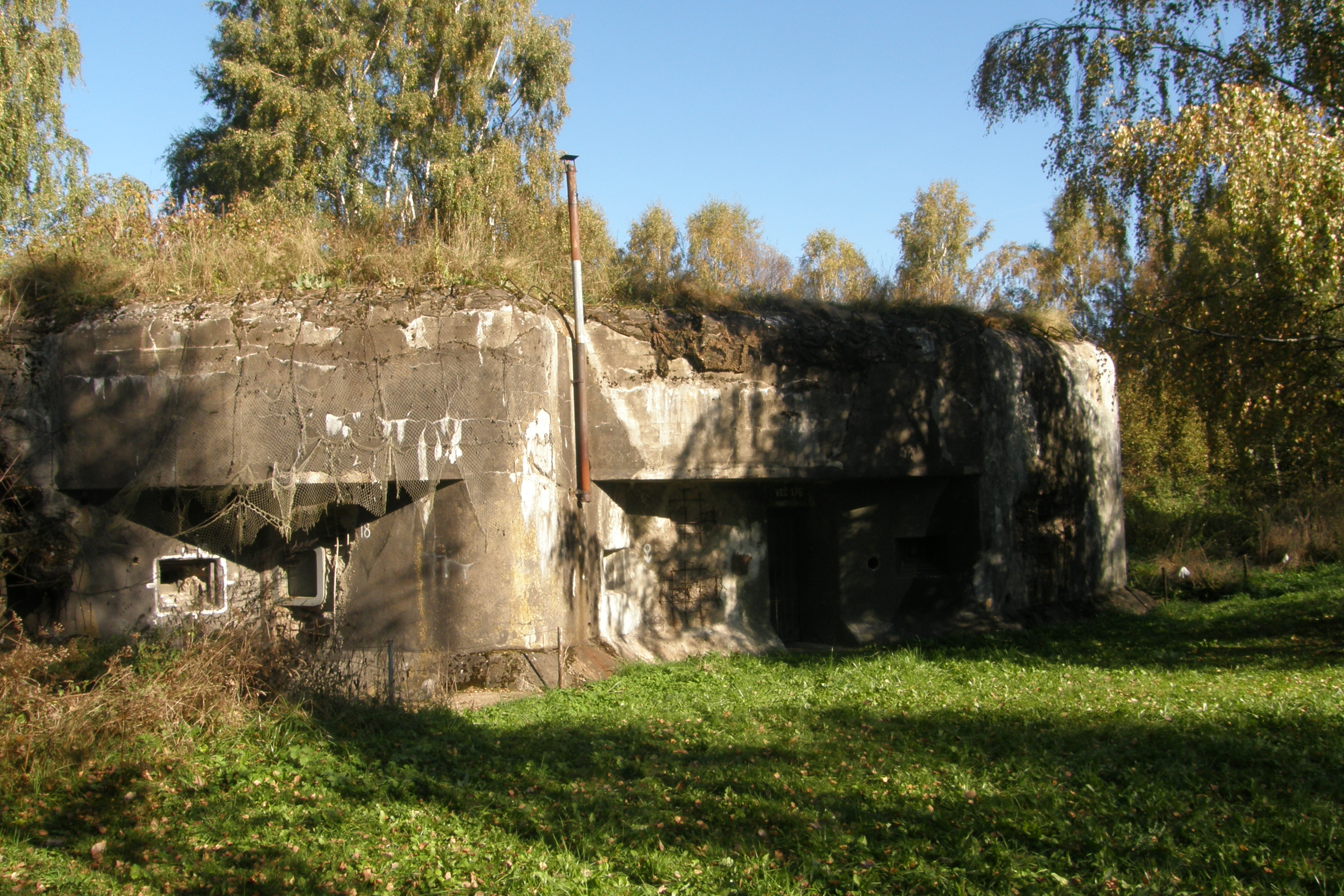
Pěchotní srub K-S 8 U nádraží
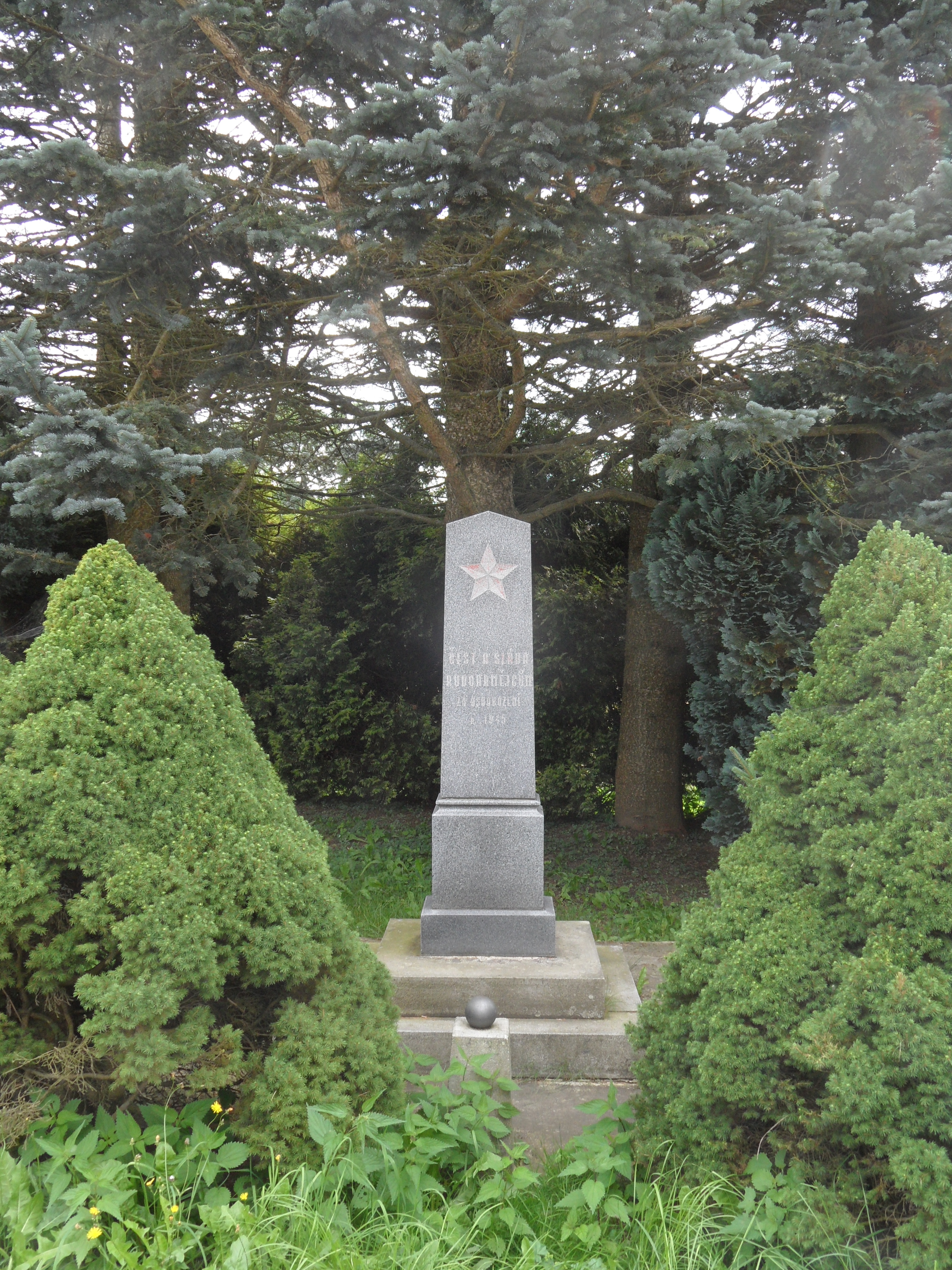
Památník obětem 2. světové války